# Ricardo Iorio
Ricardo Horacio Iorio (Ciudadela, Tres de Febrero, Buenos Aires; 25 de junio de 1962 - Coronel Suárez, Buenos Aires; 24 de octubre de 2023) fue un bajista, cantante, compositor y productor argentino, conocido por ser el fundador de las bandas V8, Hermética y Almafuerte. Es considerado uno de los principales referentes e impulsores del heavy metal argentino.
Comenzó su carrera musical como bajista de V8, grupo que fundó con Ricardo «Chofa» Moreno. Luego de publicar tres álbumes y de algunos cambios de integrantes, se separaron en 1987. En 1988 formó Hermética, en donde además de ser el bajista, pasó a ser el principal compositor musical y exclusivo compositor de las letras, además de cantar en forma ocasional. Luego del auge de la banda en 1994, ésta se separa. A principios de 1995 formó Almafuerte, en donde se estableció como cantante y bajista. Abandonaría el bajo en el 2002 y en el año 2016 anunció la disolución de Almafuerte.
Su carrera constó de diecisiete álbumes de estudio, diversos álbumes en vivo y numerosas participaciones con artistas como Pappo, León Gieco, Claudio Marciello o Flavio Cianciarulo, entre otros.

## Biografía
Ricardo Iorio nació en el Hospital Ramón Carrillo de Ciudadela y se crio en el barrio de Caseros, en el seno de una familia humilde. Su padre, Alfredo (1940-2021), era hijo de inmigrantes sicilianos, mientras que su madre, Elda Pedraza, era de ascendencia tehuelche. Durante su adolescencia ayudaba a su padre en el mercado repartiendo papas, por lo cual se ganó el apodo de «Papero». Se casó con Ana Mourín en 1987 con quien tuvo dos hijas y de quien se separó en 1999. Mourín se suicidó en el año 2001. Desde el 2000 hasta su fallecimiento convivió con Fernanda García (Fernandita), con quien se casó en septiembre de 2012.

## Carrera

### V8
Iorio conoció a Ricardo «Chofa» Moreno a los 16 años, en julio de 1978, durante una proyección de la película The Song Remains the Same de Led Zeppelin. Se volvieron grandes amigos y junto a Carlos Aragone y Sandro Castaña formaron un grupo de covers llamado Cabeza de tortuga. Castaña dejaría al grupo y pasaría este a llamarse Alarma, participarían otros bateristas tales como Carlos Ramos, que invita a su vez al guitarrista Osvaldo Civile para probarse, pero este no sería aceptado. Con «Pichi» Correa tocan otras tres veces más, ahora con el nombre Comunión Humana.
Finalmente Iorio y Moreno abandonan Alarma, pero dada su amistad permanecen juntos. En casa de Moreno empiezan a nacer algunas canciones como «Voy a enloquecer», «Muy cansado estoy», «Si puedes vencer al temor» y «Maligno», entre otras. Mediante un aviso entran en contacto con el baterista Gerardo Osemberg, y ya tienen el grupo formado. Iorio se encargaba del bajo y las voces y Moreno de la guitarra. Gracias a la sugerencia de un amigo, deciden nombrar V8 al grupo, como al motor.
Luego de algunos recitales como soportes de otros grupos, Osemberg abandona la banda y es reemplazado por Alejandro «Pesadilla» Colantonio. En aquel entonces Alberto Zamarbide era vocalista de la banda W.C., junto al guitarrista y compositor Julio Morano y Gustavo Rowek en batería. Al cabo de un año de trabajo y algunas presentaciones en Buenos Aires, Zamarbide organiza junto a Ricardo Iorio lo que sería el primer festival de heavy metal realizado en la Argentina, en marzo de 1981, en la sede del Club Atlético Chacarita Juniors, en el barrio de la Chacarita, Buenos Aires. Al poco tiempo Zamarbide se desvincula de W.C. y se va por un tiempo a Brasil. A su regreso, se encuentra con Ricardo Iorio, quien lo invita a cantar en V8.
Moreno dejaría la banda por razones de salud, y propone como reemplazo a Osvaldo Civile, a quien Iorio acepta a pesar de sus diferencias musicales. El baterista Colantonio emigra a España donde tocaría en el grupo Ñu, siendo reemplazado por Gustavo Rowek.
Graban un demo, y más tarde Zamarbide conoce a Pappo; con su ayuda consiguen presentarse en el Festival BA Rock IV el 8 de noviembre de 1982. El grupo escandaliza con su propuesta violenta a la mayoría de los hippies del público, y se hace conocido entre los metaleros.
En 1983 publicarían su álbum debut, Luchando por el metal, donde Pappo aparece como invitado. Los recitales continúan, aunque en varias ocasiones se ven estafados por sus representantes. La grabación del segundo disco, Un paso más en la batalla, en 1984, fue una completa maratón que tomó trescientas horas de estudio y dos meses de tiempo real.
En enero de 1985 Zamarbide y Rowek habían viajado a Brasil para presenciar la primera edición del festival Rock in Rio y descubren que la situación en ese país para un grupo de heavy metal sería más ventajosa que en la Argentina, por lo que la banda viajó para intentar establecerse en dicho país. Sin embargo, la situación fue más complicada de lo esperado, y Iorio y Zamarbide resolvieron volver a la Argentina solos, dejando a Civile y Rowek en Brasil. V8 se disuelve y el 19 de abril, fecha en la cual se presentaba el grupo Quiet Riot en el Luna Park, Zamarbide difunde la noticia ante la gente.
Para rearmar el grupo, tomaron al baterista Gustavo Andino y a los guitarristas Walter Giardino y Miguel Roldán. Iorio tuvo discusiones con Giardino respecto al rumbo musical de la banda: este último compuso «Gente del sur», «Rompe el hechizo» y «Chico callejero», canciones de larga duración pertenecientes al estilo del metal neoclásico, algo que no era típico en V8, ya que los temas de la banda solían durar entre dos y tres minutos aproximadamente. Iorio y Roldán rechazaron dichos temas, los cuales aparecerían años más tarde en el primer disco de Rata Blanca.
Giardino se refería a dichos sucesos:

El primer día, cuando Ricardo vino a mi casa del Bajo Flores, tocó timbre y nos sentamos a hablar. Yo le dije que me parecía que no iba a funcionar porque V8 tenía la cabeza en Motörhead y yo en Deep Purple. Él decía que sí iba a resultar. Finalmente no funcionó.

Andino fue reemplazado por Adrián Cenci, mientras que Walter Giardino no fue reemplazado, sino que el grupo permaneció solo con Roldán, volviendo a tener un único guitarrista.
Durante y después de la grabación de su último álbum de estudio, El fin de los inicuos surgen problemas también en esta formación. Por un lado, Iorio se interesa en el espiritismo, y sus compañeros en el evangelismo, lo cual los lleva a fuertes discusiones que afectan el tercer disco, y en especial los recitales de la banda. Una oferta de Mundy Epifanio —exproductor y mánager de Riff— para que el grupo se presente en México lleva finalmente a la separación de la banda.

### Hermética
Tras la separación de V8, Iorio hizo un par de ensayos con el guitarrista Martín Knye, integrante de Kamikaze, pero no llegó a nada. Finalmente formó el grupo con Claudio O'Connor (ex Mark-I), tiempo después, un conocido le comento sobre un guitarrista al que le decían "El tano", Iorio pensó que se referían a Claudio Marciello (con quien próximamente formaría Almafuerte) pero resultó ser  Antonio Romano (ex Cerbero) y luego convocó a Fabián Spataro. Su primer recital fue en el Centro Cultural de Recoleta, poco después Spataro deja el grupo por motivos laborales siendo reemplazado por Tony Scotto, y en 1989 publican su álbum debut homónimo, Hermética, por el sello recién formado Radio Trípoli. En esta ocasión Iorio cantó por primera vez para un disco (en el tema «Desde el oeste» y algunos coros o introducciones), ya que cuando lo hizo en V8 no llegó a grabar nada antes de que Zamarbide se ocupara de ese rol. Al pasar la hiperinflación grabaron un miniálbum de covers, Intérpretes, mientras que su siguiente álbum de estudio fue Ácido argentino, lanzado a fines de 1991.
La popularidad del grupo fue aumentando desde su inicio, a pesar de no tener temas en la radio ni ninguna difusión realmente importante. En 1993 grabaron el álbum en directo En vivo 1993 Argentina, y para 1994, apenas seis años después de tocar para 150 personas, fueron parte del multitudinario festival Monsters of Rock en el estadio de River Plate, en el que abrieron para Slayer, Kiss, Black Sabbath y Motörhead.
En la presentación de su tercer álbum de estudio, Víctimas del vaciamiento, llenan el estadio de Obras Sanitarias y graban un disco en vivo.
Sin embargo, a fin de año Iorio se peleó con sus compañeros de grupo e inesperadamente separó Hermética. Iorio argumentó que las relaciones con los restantes integrantes de la banda se habrían deteriorado, mientras que los demás declararían haberse agotado de no ser consultados en los aspectos organizativos del grupo.

### Almafuerte y carrera solista
Luego de la conflictiva separación de Hermética Iorio formó el grupo Almafuerte junto a Claudio Marciello y Claudio Cardaci, donde Iorio se estableció como cantante.
El álbum debut, Mundo guanaco, fue publicado en 1995 y estuvo compuesto por canciones propias y versiones. «Desencuentro» de Cátulo Castillo, un tango transformado en heavy metal, «De los pagos del tiempo» de José Larralde (canción que Hermética había presentado en el estadio Obras Sanitarias), «Voy a enloquecer» de V8, con el nombre y letra originales del tema de V8 que en su momento fuera renombrado como «No enloqueceré» por la intervención de sus compañeros de entonces, y finalmente «Como los bueyes», el cual lleva por letra un poema de Pedro Bonifacio Palacios, autor del cual la banda toma su nombre, ya que este era apodado Almafuerte.
Al año siguiente Flavio Cianciarulo de Los Fabulosos Cadillacs produce su segundo álbum de estudio, Del entorno, en el cual todas las canciones son de autoría de Almafuerte. Esta vez no se incluyen canciones folclóricas, ya que Iorio destina tales composiciones a un álbum en colaboración con Cianciarulo que sería publicado al año siguiente: Peso argento.
Las bandas Horcas, Logos y Rata Blanca realizan un festival conjunto en el estadio Obras Sanitarias, el Metal Rock Festival, al final del cual tuvo lugar una «reunión» de V8 al salir Osvaldo Civile (guitarrista), Alberto Zamarbide (cantante), Gustavo Rowek (baterista) y Miguel Roldán (en el bajo, aunque fue parte de V8 en los 80s pero como guitarrista) a tocar canciones del grupo. Se había invitado a Almafuerte a participar, pero Iorio se negó, afirmando que sus grupos posteriores serían superiores a V8.
En 1999 aportan la canción «El visitante» para la banda de sonido de la película argentina del mismo nombre, que incluyen en su álbum A fondo blanco El álbum incluyó también las primeras incursiones de Iorio en el tango (sin contar «Cambalache» y «Desencuentro», que eran tangos reformulados como canciones de heavy metal), los cuales estaban pensados para un eventual segundo álbum junto a Flavio Cianciarulo, pero que no pudo realizarse por decisión de PolyGram.
En el año 2000, unas declaraciones de Iorio en la revista Rolling Stone referidas a la comunidad judía, fueron consideradas antisemitas por diversos sectores, situación por la cual algunos particulares formularon denuncias ante el Instituto Nacional contra la Discriminación, la Xenofobia y el Racismo. Esto motivó que Víctor Ramos, entonces presidente del Instituto, presentara una demanda judicial en su contra, el caso Iorio. En entrevistas posteriores, el bajista afirmó no ser antisemita y que sus palabras habrían sido malinterpretadas. La causa fue finalmente desestimada por la Justicia.
En 2003 Almafuerte publicó Ultimando, bajo el sello discográfico de Iorio Dejesu. «En este viaje» fue dedicada a su difunta esposa Ana Mourín. También este año tuvo que afrontar algunos escándalos más tras la edición del disco Piedra libre, donde realiza un homenaje al exmilitar argentino Mohamed Alí Seineldín —condenado por un alzamiento carapintada frustrado — y parafrasea en el tema Cumpliendo mi destino un dicho antisemita del exmilitar.
En 2006 publican uno de sus más exitosos álbumes, Toro y pampa.
En 2008 Almafuerte grabó su primer DVD en obras y Ricardo Iorio graba su primer álbum como solista titulado Ayer deseo, hoy realidad (igual que la canción perteneciente al álbum Víctimas del vaciamiento de Hermética).
Luego de un descanso de los estudios durante seis años, Almafuerte regresa con el álbum Trillando la fina con el que han salido de gira a lo largo del país haciendo su presentación oficial en la provincia de La Pampa. Despidieron el año 2012 brindando un recital en el Microestadio Malvinas Argentinas, esa presentación fue registrada para el lanzamiento del DVD-VD Almafuerte en vivo en microestadio Malvinas. El 22 de junio de 2013 realizaron un concierto en la cancha de All Boys frente a veinticinco mil espectadores, fue filmado para una próxima edición de un nuevo DVD.
Desde la última gira Iorio invitaba a los hermanos Jorge y Juan Carlos Cordone, guitarristas de Edmundo Rivero, para interpretar dos tangos en cada concierto. En junio de 2014 se publica el segundo álbum como solista de Iorio, Tangos y milongas, que contiene 13 viejos tangos interpretados por los mencionados guitarristas, Ricardo y la participación del pianista de Piazzolla, Pablo Ziegler. Fue grabado por Álvaro Villagra y se incluyó el tema de Almafuerte «Tangolpeando» editado en A fondo blanco. Al siguiente año 2015, editó su tercer álbum como solista Atesorando en los cielos esta vez haciendo covers y canciones inéditas dentro del género rock y metal. Para esta entrega eligió como músicos a Carina Alfie en guitarra, Marcelo Bray en bajo y a su compañero de Almafuerte, Bin Valencia en batería.
En el 2016 hizo algunas presentaciones con Almafuerte, sin embargo, tras un desacuerdo con el histórico mánager de la banda Marcelo Caputo, Iorio decide prescindir de sus servicios. Tras la salida de Caputo, Almafuerte tomó un descanso indeterminado. Iorio comenzó a hacer presentaciones solistas, tocando temas de sus discos y clásicos de su carrera musical. Para estas presentaciones contó con distintos músicos que le acompañaran en los shows. Cabe destacar la presencia de Walter Martínez (exbaterista de Almafuerte) y su hermano Rubén Martínez ambos integrantes de Vorax, Carina Alfie guitarrista de su último disco solista, Joana Gieco, en teclados, Alejo León, en guitarra y Facundo León, en bajo; los nuevos jóvenes integrantes del ámbito musical argentino.
En el año 2020 Iorio y su banda graban Avivando la llama de la ley natural, un álbum grabado en vivo sin público durante la cuarentena de Argentina de 2020 en el Teatro de Flores, en Buenos Aires.
Fue emitido en modo streaming a través del canal oficial de Iorio en Youtube el 14 de febrero de 2021, y finalmente comercializado como descarga digital.
La última etapa de la carrera de Iorio se dio con la incorporación de la banda neuquina Chewelche, compuesta por Ariel Basualto en bajo, Juanchy Basualto en guitarra y Sebastián Figueroa en batería. Con ellos se presentó en San Francisco (Córdoba), Bariloche, Trelew, y el Club Alemán de Villa Ballester (Buenos Aires), entre otras fechas. Había dos discos en proceso que iban a ser producidos por Juanchi Baleirón y grabados en marzo de 2024, uno con material original y otro de covers de su carrera. El primero iba a llamarse en principio "Ganar Perdiendo" pero luego había quedado pactado como "Retorno Al Origen".

## Colaboraciones
Ricardo Iorio trabajó con varios artistas de la música argentina, además de los diversos músicos que formaron parte de sus bandas. Algunos de dichos músicos desarrollan estilos musicales bastante diferentes a los de Iorio.
Colaboró con León Gieco (este había prestado su voz para la canción «Río Paraná» en Peso argento) en la canción «Bandidos rurales» del disco homónimo y «El Embudo» del disco Orozco junto a otros artistas.
Iorio grabó su primer álbum como solista, independientemente de su carrera con Almafuerte, Peso argento junto a Flavio Cianciarulo, de Los Fabulosos Cadillacs. Cianciarulo también produjo el segundo álbum de Almafuerte, y existieron proyectos para grabar un segundo disco pero fueron cancelados.
Ricardo Mollo produjo el tercer álbum de Almafuerte, Almafuerte. Años antes había sido considerado para unirse como guitarrista a V8, lo cual no tuvo lugar ya que una semana antes Mollo había sido invitado a formar parte de Sumo junto a Luca Prodan. Iorio señala que el grupo MAM de Mollo, previo a la formación de Sumo, fue el primer grupo de música pesada que vio en su vida.
Iorio también trabajó junto a artistas folklóricos. Durante su etapa en Hermética interpretó «De los pagos del tiempo» de José Larralde en un recital en el estadio Obras Sanitarias, con la intención de incluirlo en un disco en vivo del grupo. A pesar de la separación de Hermética, incluyó una nueva versión grabada con Almafuerte, en su álbum debut Mundo Guanaco, y de todas formas la versión de Hermética aparecería en un disco en vivo editado después de la separación de la banda. Esto motivó que Iorio y Larralde se invitaran mutuamente a apariciones puntuales en sus recitales, e incluso a que una parte del público habitual de Almafuerte concurriera a los shows de Larralde. También colaboró con Rubén Patagonia. Grabaron juntos «Cacique Yatel» para el álbum Peso argento, y tocaron juntos en ocasiones. Iorio le dedicó el tema «Rubén Patagonia», incluido en el disco Del entorno, y produjo su disco Cutral-Có. También estuvo grabando un disco de tango a los hermanos Jorge y Juan Carlos Cordone (guitarristas de Edmundo Rivero), editado en junio de 2014.

## Vida personal

### Ideología
Ricardo Iorio se consideraba nacionalista y anticomunista, aunque no adhirió a ningún partido político. Después de haber sido catalogado de «facho», Iorio declaró: «Para los que nos tildan de facho, ¿está prohibido tener un sentimiento de patria?». Sus declaraciones respecto a los detenidos-desaparecidos durante la última dictadura argentina, a quienes llamó «un puñado de indemnizados» le han valido el repudio de organizaciones de derechos humanos y diferentes personalidades. En marzo del año 2000, desde las páginas de Rolling Stone, dijo: "Si vos sos judío, no me vengas a cantar el Himno". En agosto de 2017, Iorio declaró que cambiaría la letra de la canción «La revancha de América» de Hermética con la intención de que el pueblo mapuche no pueda usarla en su favor. Se declaró antimacrista. Alrededor de 2018, Iorio cedió entrevistas mostrando su posición terraplanista.

### Caso Iorio
El Caso Iorio tuvo lugar tras las declaraciones del músico para la revista Rolling Stone, en la cual realizó unos comentarios que fueron considerados discriminatorios hacia los judíos, y que motivó una serie de actuaciones judiciales y políticas, aparte de recibir una considerable atención mediática.
En marzo del año 2000, la edición argentina de la revista Rolling Stone publicó una entrevista de seis páginas al músico, y entre sus respuestas, Iorio realizó la siguiente observación sobre los judíos:

Yo creo que debe haber pocas personas que no sean judías que sepan tanto de judaísmo como yo. Y si hay algo que yo valorizo de mi Nación es el libre culto. El libre culto hace bien al orden social. Lo que pasa es que nos falta tiempo de desarrollo. Somos una sociedad que se independizó de España hace apenas 200 años. Pero para nada estoy en contra de nadie. Estoy a favor de todos. Que prefiero a los pecadores antes que a los santos, sí. Pero es bueno que haya diversidad religiosa. Eso sí: si vos no sos judío, no me vengas a cantar el Hava nagila en la fiesta judía. Y si vos sos judío no me vengas a cantar el Himno, la concha de tu madre. ¿Me entendés? Cada lechón en su teta es el modo de mamar. Lo que no me gusta es que a mi país traigan guerras intestinas de otros lares. Y eso se evita siendo argentino. Ojalá los políticos se dieran cuenta.
Ricardo Iorio, en la revista Rolling Stone n.º 24, marzo de 2000

Estas declaraciones del bajista produjeron diversas reacciones, tanto en medios periodísticos políticos, e incluso entre algunos colegas, como el caso de León Gieco.
También algunos particulares realizaron distintas denuncias ante el INADI (Instituto Nacional contra la Discriminación, la Xenofobia y el Racismo), por lo cual el entonces titular del INADI, presentó una demanda judicial contra el músico, que finalmente fue desestimada.

## Fallecimiento
Falleció el 24 de octubre de 2023 de un ataque cardíaco en su casa en Coronel Suárez. Fue velado un día después en la Cooperativa Eléctrica de San José.

## Legado
Tras su fallecimiento recibió homenajes en vivo de artistas como Andrés Calamaro, Ricardo Mollo, Claudio Marciello, entre otros. También fue homenajeado por Racing Club, equipo del cual era hincha, donde se colgaron banderas con su nombre. En el mes de noviembre de 2023, se inauguraron dos murales en el Partido de Almirante Brown. También fue de alta concurrencia el mural de V8 y Hermética que se encuentra en Santos Lugares.

## Discografía

### Solista
- Peso argento - con Sr. Flavio (1997)
- Ayer deseo, hoy realidad (2008)
- Tangos y milongas (2014)
- Atesorando en los Cielos (2015)

### ConAlmafuerte
- Mundo guanaco (1995)
- Del entorno (1996)
- Almafuerte (1998)
- A fondo blanco (1999)
- Piedra libre (2001)
- Ultimando (2003)
- Toro y pampa (2006)
- Trillando la fina (2012)

### ConHermética
- Hermética (1989)
- Ácido argentino (1991)
- Víctimas del vaciamiento (1994)

### ConV8
- Luchando por el metal (1983)
- Un paso más en la batalla (1985)
- El fin de los inicuos (1986)

## En la literatura
Ricardo Iorio ha sido protagonista de dos libros.
- 1993, V8, un sentimiento. La historia de la banda precursora del heavy metal argentino. Escrito por Ana Mourin.[63]
- 2007, Iorio: El perro cristiano. Escrito por de Ariel Osvaldo Torres.[64]